# おがたちえ
おがた ちえ（1974年 - ）は、日本の女性漫画家。4コマ漫画とエッセイ漫画を中心に、雑誌やウェブ媒体などで活動中。
短期大学を卒業後、フランス料理店、葬儀屋、編集事務所で働きながら漫画家を目指す。そしてオーストラリアでの1年に及ぶワーキング・ホリデーを経験した後、結婚・出産する。
台湾をこよなく愛する。趣味は台湾で変身写真を撮ることで、作った「自分写真集」は10冊を超える。

## 作品一覧
| 単行本タイトル                                                               | 出版社名                   | 出版年 | ISBNコード             |
| ---------------------------------------------------------------------------- | -------------------------- | ------ | ---------------------- |
| キレイになり台湾 食べて祈って変身して                                        | アスキー・メディアワークス | 2011年 | ISBN 978-4-04-886150-2 |
| 上京物語そのころのちえさん                                                   | アスキー・メディアワークス | 2012年 | ISBN 978-4-04-886364-3 |
| ワーキングホリデーinオーストラリア                                           | アスキー・メディアワークス | 2012年 | ISBN 978-4-04-886365-0 |
| 仏女入門-ぶつじょにゅうもん-                                                 | 芳文社                     | 2013年 | ISBN 978-4-8322-5171-7 |
| 「まだ元気！」なアナタのための終活のはじめかた （監修：吉川美津子）          | メディアファクトリー       | 2013年 | ISBN 978-4-8401-5242-6 |
| なつかしい日本をさがし台湾                                                   | ぶんか社                   | 2014年 | ISBN 978-4-8211-4385-6 |
| 葬儀屋と納棺師が語る不謹慎な話 （協力：nontan）                              | 竹書房                     | 2015年 | ISBN 978-4-8019-0392-0 |
| 台湾で日本を見っけ旅 ガイド本には載らない歴史さんぽ                          | ぶんか社                   | 2015年 | ISBN 978-4-8211-4419-8 |
| 葬儀屋と納棺師と特殊清掃員が語る不謹慎な話 （協力：nontan、小西）            | 竹書房                     | 2016年 | ISBN 978-4-8019-0787-4 |
| 葬儀屋と納棺師と遺品整理人が語る不謹慎な話 （協力：nontan、みなみ）          | 竹書房                     | 2017年 | ISBN 978-4-8019-1120-8 |
| 台湾観光ツアーバスでいこう！ （監修：台北ナビ）                              | ぶんか社                   | 2018年 | ISBN 978-4-8211-4478-5 |
| 事故物件芸人のお部屋いって視るんです！ （監修：育代 / 取材協力：松原タニシ） | ぶんか社                   | 2019年 | ISBN 978-4-8211-4505-8 |
| 汚部屋掃除人が語る 命が危ない部屋 （協力：みなみ）                           | 竹書房                     | 2019年 | ISBN 978-4-8019-1883-2 |
| 繊細すぎて生きづらい 私はHSP漫画家                                           | ぶんか社                   | 2020年 | ISBN 978-4-8211-4547-8 |
| HSPの歩きかた 〜ハッピー・センシティブ・パーソン!〜                          | 秋田書店                   | 2022年 | ISBN 978-4-253-10666-5 |